# 姫川港

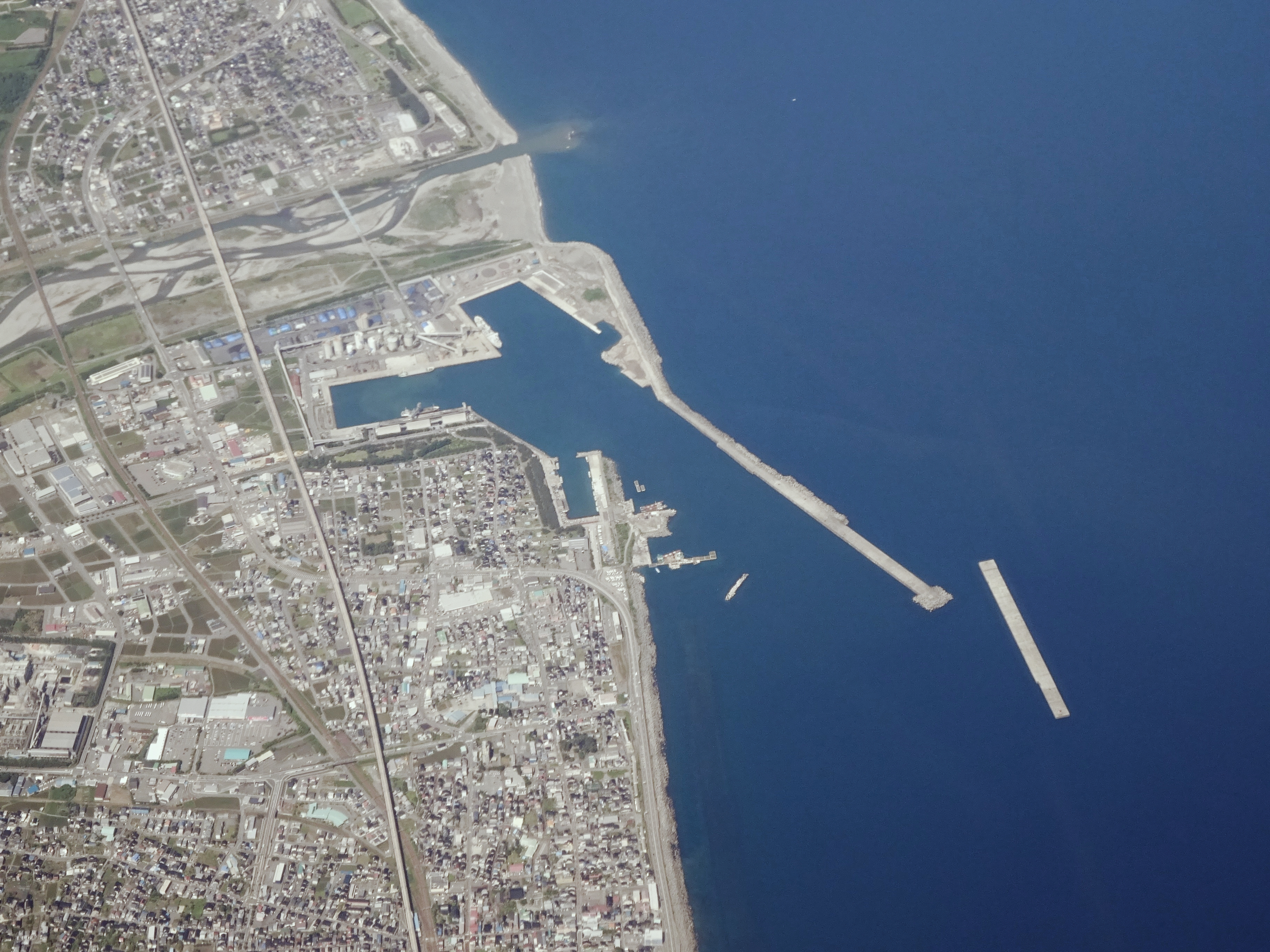
姫川港を空撮

姫川港（ひめかわこう）は、新潟県糸魚川市にある地方港湾。港湾管理者は新潟県。

## 概要
一級河川姫川の河口右岸側に隣接している掘込港湾である。周辺地域で産出される良質な石灰石を利用したセメント工業とともに発展してきた。
2003年4月23日には、広域的なリサイクル施設の立地に対応した静脈物流ネットワークの拠点となる港湾として総合静脈物流拠点港（リサイクルポート）に地方港湾として唯一指定されている。
2009年8月20日に関税法上の開港に指定された。姫川港には税関官署は設置されておらず東京税関新潟税関支署直江津出張所が管轄している。
2015年度の発着数は1,781隻（2,782,729総トン）、うち外航商船100隻（816,346総トン）であった。

## 歴史
出典は個別に提示されているもの以外は右記のものを使用
- 1965年
  - 8月27日 - 仮称であった『糸魚川・青海港』の名称を『姫川港』と決定する[5]。
  - 9月1日 - 起工式。
- 1967年10月25日 - 姫川港建設新5か年計画を発表[6]。
- 1973年
  - 8月27日 - 漁港区の荷捌き所と漁船倉庫が完成[7]。
  - 9月30日 - 開港宣言（西埠頭2号岸壁完成）。
- 1976年11月29日 - 東防波堤に灯台が完成[8]。
- 1979年9月26日 - 姫川港へ初のソ連（現・ロシア連邦）石炭船が入港する[9]
- 1980年4月1日 - 姫川港利用者協議会発足[9]。
- 1987年3月 -  中央5号岸壁供用開始。
- 1996年10月11日 - セメント第2船積設備完成。
- 2003年
  - 4月23日 - 総合静脈物流拠点港(リサイクルポート)に指定される。
  - 8月14日 - 8月16日 - 開港30周年を記念して、海王丸が寄港[10]。
- 2009年8月20日 - 関税法上の開港に指定される。
- 2010年7月30日 - 植物防疫法上の植物防疫港に指定される。

## 航路
現在運航している航路はないが、1982年7月23日から1983年10月まで、能登半島の飯田港（石川県珠洲市）との間に、新能越フェリー（本社・石川県珠洲市）がカーフェリー『フェリーたまひめ』を就航させた。